# Maciej Murawski
Pour les articles homonymes, voir Murawski.

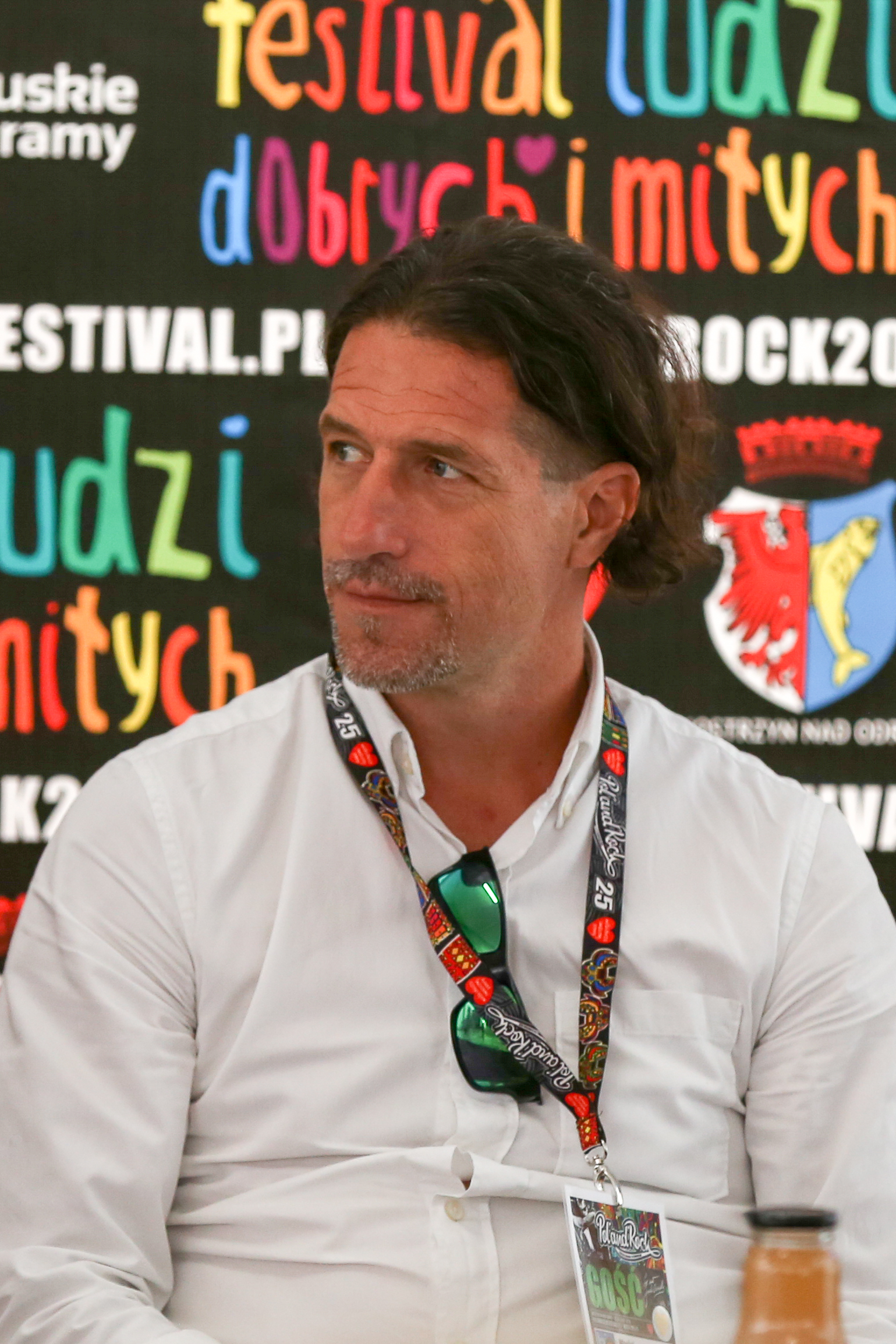
Maciej Murawski (2019)

Maciej Murawski, né le 20 février 1974  à Zielona Góra, est un footballeur polonais.

## Carrière
- 1996-1997 :  Polonia Bytom
- 1997-1998 :  Lech Poznań
- 1999-2002 :  Legia Varsovie
- 2002-2004 :  Arminia Bielefeld
- 2004-2005 :  Aris FC
- 2005- :  Apollon Kalamarias

### Palmarès
- Championnat de Pologne : 2002

- Coupe de la Ligue : 2002